# Iker Jiménez
Iker Jiménez Elizari (n. 10 ianuarie 1973, Vitoria-Gasteiz) este un jurnalist spaniol.
A publicat câteva articole despre activitatea paranormală.

## Lucrări publicate
- Enigmas sin Resolver I (EDAF 1999, ediția a 8-a)
- El Paraíso Maldito (2000, Corona Borealis)
- Enigmas sin Resolver II (EDAF 2000, ediția a 5-a).
- Camposanto (Suma de letras 2005)
- Milenio 3: El libro (Aguilar 2006)